# NGC 2470
NGC 2470 ist eine Spiralgalaxie vom Hubble-Typ Sab im Sternbild Canis Minor südlich der Ekliptik. Sie ist schätzungsweise 175 Millionen Lichtjahre von der Milchstraße entfernt und hat einen Durchmesser von etwa 110.000 Lichtjahren.
Das Objekt wurde am 24. Oktober 1886 von Lewis Swift entdeckt.